# Sika Anoa'i
Leati Sika Amituana'i Anoa'i (* 5. April 1945 Leone, Tutuila; † 25. Juni 2024, besser bekannt als Sika Anoa'i oder einfach Sika) war ein Profi-Wrestler aus Amerikanisch-Samoa. Er war am besten bekannt als eine Hälfte des Tag-Teams The Wild Samoans mit seinem Bruder Afa. Zu den Meisterschaften, die Anoa'i im Laufe seiner Karriere gewann, gehört die WWF World Tag Team Championship. Im Jahr 2007 wurde er in die WWE Hall of Fame und 2012 in die Professional Wrestling Hall of Fame aufgenommen. Er war ein Mitglied der Anoa'i-Familie und der Vater der professionellen Wrestler Rosey und Roman Reigns.

## Frühes Leben
Anoa'i wurde am 5. April 1945 in dem Dorf Leone auf der Insel Tutuila in Amerikanisch-Samoa als eines von dreizehn Kindern von Amituana und Tovale Anoa'i geboren. Im Jahr 1959, im Alter von 14 Jahren, zog Anoa'i mit seiner Familie nach San Francisco, Kalifornien in die Vereinigten Staaten. Kurz nach dem Umzug meldete sich Anoa'i bei der US-Handelsmarine und arbeitete auf Schiffen, die zu den Philippinen und nach Japan fuhren. Anoa'i verließ die Handelsmarine 1969 und arbeitete als Stauer, bevor er beschloss, wie sein älterer Bruder Afa professioneller Wrestler zu werden.

## Professionelle Wrestling-Karriere

### Frühe Karriere (1973–1980)
Anoa'i wurde von seinem Bruder Afa und Kurt Von Steiger zum Wrestler ausgebildet und debütierte 1973 bei Stampede Wrestling als „Sika“. Die Brüder nannten sich „The Wild Samoans“ und erlangten Berühmtheit durch ihre großen, wilden Afros, Sarongs und die Angewohnheit, barfuß zu ringen und im Ring rohen Fisch zu essen. In den 1970er Jahren traten The Wild Samoans bei Promotions wie Big Time Wrestling, der Continental Wrestling Association, Gulf Coast Championship Wrestling, NWA All-Star Wrestling, NWA Mid-America, Stampede Wrestling und dem World Wrestling Council auf und gewannen mehrere Tag-Team-Meisterschaften.

### World Wrestling Federation (1980)
Im Januar 1980 debütierten The Wild Samoans in der World Wrestling Federation mit Lou Albano als Manager und etablierten sich durch eine Reihe entscheidender Siege schnell als eine Kraft in der Tag Team Division. Zusätzlich zu ihren Kämpfen in der Tag-Division traten die Brüder auch als Einzelkämpfer auf, wobei Anoa'i im März 1980 erfolglos Bob Backlund um die WWF Championship herausforderte.
Am 12. April 1980 besiegten The Wild Samoans Ivan Putski und Tito Santana und gewannen die WWF World Tag Team Championship. Ihre Regentschaft dauerte bis zum 9. August 1980, als sie bei Showdown at Shea gegen Backlund und Pedro Morales verloren. Da Backlund der damalige WWF-Champion war, waren er und Morales gezwungen, die Meisterschaft aufzugeben, und The Wild Samoans gewannen die Meisterschaft in der Folge WWF Championship Wrestling vom 9. September 1980 zurück, indem sie Tony Garea und Rene Goulet im Finale eines Turniers besiegten. Ihre zweite Regentschaft dauerte bis zum 8. November 1980, als sie gegen Garea und Rick Martel verloren. Die Wild Samoans verließen die WWF im Dezember 1980.

### New Japan Pro-Wrestling (1981)
Im Januar und Februar 1981 tourten The Wild Samoans mit New Japan Pro-Wrestling durch Japan und traten als „The Samoan #1“ (Afa) bzw. „The Samoan #2“ (Sika) auf. Sie traten bei der New Year Golden Series an, wo sie wiederholt gegen Antonio Inoki und Seiji Sakaguchi antraten. Die Wild Samoans unternahmen im November und Dezember 1981 eine zweite Tournee durch Japan und traten in der Madison Square Garden Tag League an.

### Mid-South Wrestling (1981–1982)
Im April 1981 debütierten The Wild Samoans bei der in Oklahoma City, Oklahoma, ansässigen Promotion Mid-South Wrestling. Sie wurden zunächst von Ernie Ladd gemanagt, bevor sie ihn verrieten und sich mit Skandor Akbar verbündeten. Die Wild Samoans hielten zwischen Juni 1981 und Mai 1982 dreimal die Mid-South Tag Team Championship und fochten mit Junkyard Dog und seinen Partnern. Sie verließen die Promotion im Mai 1982.

### Georgia Championship Wrestling (1982)
Im März 1982 begannen The Wild Samoans, für die in Atlanta, Georgia ansässige Promotion Georgia Championship Wrestling anzutreten, wo sie von Sonny King gemanagt wurden. Im August 1982 besiegten sie The Fabulous Freebirds und gewannen die NWA National Tag Team Championship. Sie hielten die Meisterschaft für mehrere Monate und gaben sie im Dezember 1982 auf, als sie die Promotion verließen, um in die WWF zurückzukehren.

### Rückkehr zur WWF (1983–1985)
Die Wild Samoans kehrten im Januar 1983 in die WWF zurück und nahmen erneut Lou Albano als ihren Manager auf. Sie gewannen die WWF World Tag Team Championship zum dritten und letzten Mal am 8. März 1983, als sie Chief Jay Strongbow und Jules Strongbow besiegten. Während ihrer Regentschaft verletzte sich Anoa'i und sein Neffe Samu vertrat ihn bei mehreren Titelverteidigungen. Die Regentschaft der Wild Samoans endete am 15. November 1983, als sie gegen Soul Patrol (Rocky Johnson und Tony Atlas) verloren, nachdem Albano Afa versehentlich mit einem Stuhl geschlagen hatte.
Nach der Trennung von Albano forderten The Wild Samoans die Soul Patrol mehrmals heraus, konnten den Titel aber nicht zurückerobern. Im April 1984 forderte Anoa'i Hogan in einer der ersten Titelverteidigungen Hogans erfolglos um die WWF Championship heraus. Mitte 1984 wechselten The Wild Samoans das Gesicht und begannen eine lange Fehde mit The North-South Connection (Adrian Adonis und Dick Murdoch). Im Januar 1985 verließen sie die WWF erneut.

### Verschiedene Promotionen (1985–1986)
In den Jahren 1985 und 1986 traten die Wild Samoans bei verschiedenen Promotions auf, darunter die American Wrestling Association, Jim Crockett Promotions und International Championship Wrestling.

### Zweite Rückkehr zur WWF (1986–1988)
Nachdem Afa nun im Halbruhestand war, kehrte Anoa'i im August 1986 als Einzelwrestler in die WWF zurück. Er wurde von The Wizard gemanagt und war mehrere Wochen lang unbesiegt, bevor er im November 1986 gegen Pedro Morales verlor.
Im März 1987 bildete Anoa'i ein Tag-Team mit Kamala, indem er sich mit Kamalas Manager, Mr. Fuji, und „Handler“ Kim Chee verbündete. Das Duo bestritt eine Reihe von Kämpfen gegen The Can-Am Connection und nahm an mehreren Turnieren teil. Das Team wurde im August 1987 aufgelöst, als Kamala die WWF verließ. Im September 1987 nahm Anoa'i am King-of-the-Ring-Turnier teil und verlor in der ersten Runde gegen S. D. Jones. Bei Saturday Night's Main Event XII am 3. Oktober 1987 (aufgezeichnet am 23. September 1987) forderte Anoa'i den WWF-Champion Hulk Hogan im Hauptkampf heraus, ohne Erfolg. Anschließend bestritt er eine Reihe von Kämpfen gegen Bam Bam Bigelow und dann gegen Jake Roberts. Bei der Verleihung der Slammy Awards am 16. Dezember 1987 gab es in der Kategorie „Song des Jahres“ keinen Gewinner, nachdem Anoa'i den Umschlag mit dem Namen des Gewinners verspeist hatte.
Anfang 1988 gehörten zu Anoa'i's regelmäßigen Gegnern Lanny Poffo, George Steele und Hillbilly Jim. Am 27. März 1988 trat er in seinem ersten Pay-per-View auf, als er bei WrestleMania IV in einem Battle Royal antrat. Nach diesem Kampf verließ Anoa'i die WWF wieder.

### Spätere Karriere (1988)
Nachdem er die WWF verlassen hatte, bestritt Anoa'i eine Handvoll Kämpfe im Independent Circuit. Er bildete ein kurzlebiges Tag-Team mit seinem Neffen Kokina in der Continental Wrestling Federation, wo sie von Alan Martin gemanagt wurden. Später im Jahr zog er sich zurück.

### Nach Rücktritt (ab 1988)
Nach seinem Rücktritt blieb Anoa'i weiterhin im Wrestling aktiv. Er trainierte Wrestler im Wild Samoan Training Center, einer von Afa geleiteten professionellen Wrestling-Schule in Minneola, Florida. Im Jahr 1999 gründete er XW 2000, eine unabhängige Wrestling-Promotion mit Sitz in Pensacola, Florida.
Am 31. März 2007 wurden The Wild Samoans von Sikas Sohn Matt und Astas Sohn Samu in die WWE Hall of Fame aufgenommen.
Die Wild Samoans erschienen bei Hell in a Cell (2020), um den Sieg von Roman Reigns zu feiern.

## Privatleben
Anoa'i war mit Patricia Hooker verheiratet. Sie lebten zuletzt getrennt. Das Paar hatte fünf Kinder, zwei Jungen, Matthew und Leati Joseph, die beide ebenfalls professionelle Wrestler wurden. Matthew, der vor allem als „Rosey“ für die WWE antrat, starb am 17. April 2017. Leati Joseph spielte von 2003 bis 2006 College-Football für Georgia Tech, bevor er 2010 eine Karriere als professioneller Wrestler begann. Er trat schließlich als Roman Reigns der WWE bei und gewann mehrfach die WWE-Meisterschaft.

## Meisterschaften und Errungenschaften
- Big Time Wrestling
  - NWA World Tag Team Championship <i id="mw_w">(Detroit version)</i> (2 times) – with Afa
- Cauliflower Alley Club
  - Other honoree (1997)
- Continental Wrestling Association
  - AWA Southern Tag Team Championship (1 time) – with Afa[2][2][3][4]
- Georgia Championship Wrestling
  - NWA National Tag Team Championship (1 time) – with Afa[2]
- Gulf Coast Championship Wrestling
  - NWA Gulf Coast Tag Team Championship (2 times) – with Afa
- International Wrestling Alliance
  - IWA Tag Team Championship (1 time) – with Afa
- Mid-South Wrestling
  - Mid-South Tag Team Championship (3 times) – with Afa
- NWA All-Star Wrestling
  - NWA Canadian Tag Team Championship <i id="mwATg">(Vancouver version)</i> (1 time) – with Afa[2]
- NWA Mid-America
  - NWA United States Tag Team Championship (<i id="mwAUI">Mid-America version</i>) (1 time) – with Afa[3]
- Pro Wrestling Illustrated
  - PWI ranked him # 462 of the 500 best singles wrestlers of the „PWI Years“ in 2003[5]
  - PWI ranked him # 93 of the 100 best tag teams of the „PWI Years“ with Afa in 2003[6]
- Professional Wrestling Hall of Fame
  - Class of 2012 – with Afa[7]
- Stampede Wrestling
  - Stampede International Tag Team Championship (2 times) – with Afa[8]
- World Wrestling Council
  - WWC North American Tag Team Championship (1 time) – with Afa
- World Wrestling Entertainment/World Wrestling Federation
  - WWE Hall of Fame (Class of 2007)[9]
  - WWF World Tag Team Championship (3 times)[10][9][11]